# Boletus roseipes
Espèce
Boletus roseipes est une espèce de champignons du genre Boletus de la famille des Boletaceae. 